# Depot von Jena
Das Depot von Jena (auch Hortfund von Jena) ist ein Depotfund der frühbronzezeitlichen Aunjetitzer Kultur (2300–1550 v. Chr.) aus Jena (Thüringen). Das Depot befindet sich heute in der Ur- und frühgeschichtlichen Sammlung der Universität Jena.

## Fundgeschichte
Das Depot wurde 1873 bei Ausschachtungsarbeiten im Lerchenfeld zwischen Jena und Löbstedt gefunden. Direkt neben der Fundstelle soll sich ein kegelförmiger Schmelzofen befunden haben.

## Zusammensetzung
Das Depot besteht aus dem Bruchstück eines bronzenen Randleistenbeils, dem Bruchstück eines Meißels, aus mehreren Stücken Gussabfall und mehreren Stücken Kupferschlacke.
Das Beil lässt sich zwar der frühbronzezeitlichen Aunjetitzer Kultur zuordnen, allerdings lässt sich nicht ausschließen, dass es sich um Altmetall handelt und das Depot jüngeren Datums ist. Hierfür sprechen auch Fundstücke jüngerer Zeitstellung aus der Umgebung der Fundstelle.